# Восстание Симба
Восстание Симба (суахили Simba — лев) — антиправительственное выступление племён северо-восточного Конго в 1964—1965 годах. Происходило параллельно с восстанием в Квилу Пьера Мулеле, соратника убитого первого президента Конго Патриса Лумумбы.
В годы холодной войны любое антикапиталистическое выступление трактовалось как просоветское, поэтому СССР оказал повстанцам военную помощь. 4 августа 1964 года мятежники одержали крупную победу, захватив Стэнливиль. Однако зверства по отношению к мирному населению (истребление белых и образованных черных конголезцев) привело к тому, что против восставших началась международная операция «Красный Дракон». Суть операции заключалась в высадке группы бельгийских десантников при поддержке американской авиации. Эффект неожиданности позволил десантникам без потерь в личном составе освободить практически всех заложников. Также неоценимую поддержку оказала подоспевшая колонна 5 Commando под командованием Майка Хоара.
Огромную роль в подавлении восстания сыграли премьер-министр Моиз Чомбе, на тот момент управлявший страной, Майк Хоар — командир подразделения белых наёмников «Коммандо 5», Жозеф-Дезире Мобуту — генерал Конголезской национальной армии (Armée nationale congolaise) (будущий диктатор), Жан Шрамм — командир подразделения бельгийских наёмников и катангцев (бывшая жандармерия Катанги) — «Коммандо 10».